# Xylotrechus semimarginatus
Xylotrechus semimarginatus är en skalbaggsart som beskrevs av Maurice Pic 1928. Xylotrechus semimarginatus ingår i släktet Xylotrechus och familjen långhorningar. Inga underarter finns listade i Catalogue of Life.